# Kristaq Rama
Kristaq Rama (Durazzo, 31 luglio 1932 – Tirana, 11 aprile 1998) è stato uno scultore albanese.
Kristaq Rama era il padre di Edi Rama, primo ministro del governo albanese, capo del Partito Socialista d'Albania ed ex sindaco di Tirana.

## Biografia
Kristaq Rama si laureò al Liceo Artistico “Jordan Misja” nel 1951, presso il Dipartimento di Belle Arti. Tre anni dopo lasciò l'Albania per studiare a Leningrado, in Unione Sovietica, con una borsa di studio statale. Dopo la laurea tornò in Albania, dove lavorò principalmente come sovraintendente alle belle arti presso il Ministero della Cultura, insegnando contemporaneamente come docente esterno all'Istituto Superiore d'Arte. Kristaq Rama è il padre del primo ministro del governo albanese Edi Rama.

## Opere

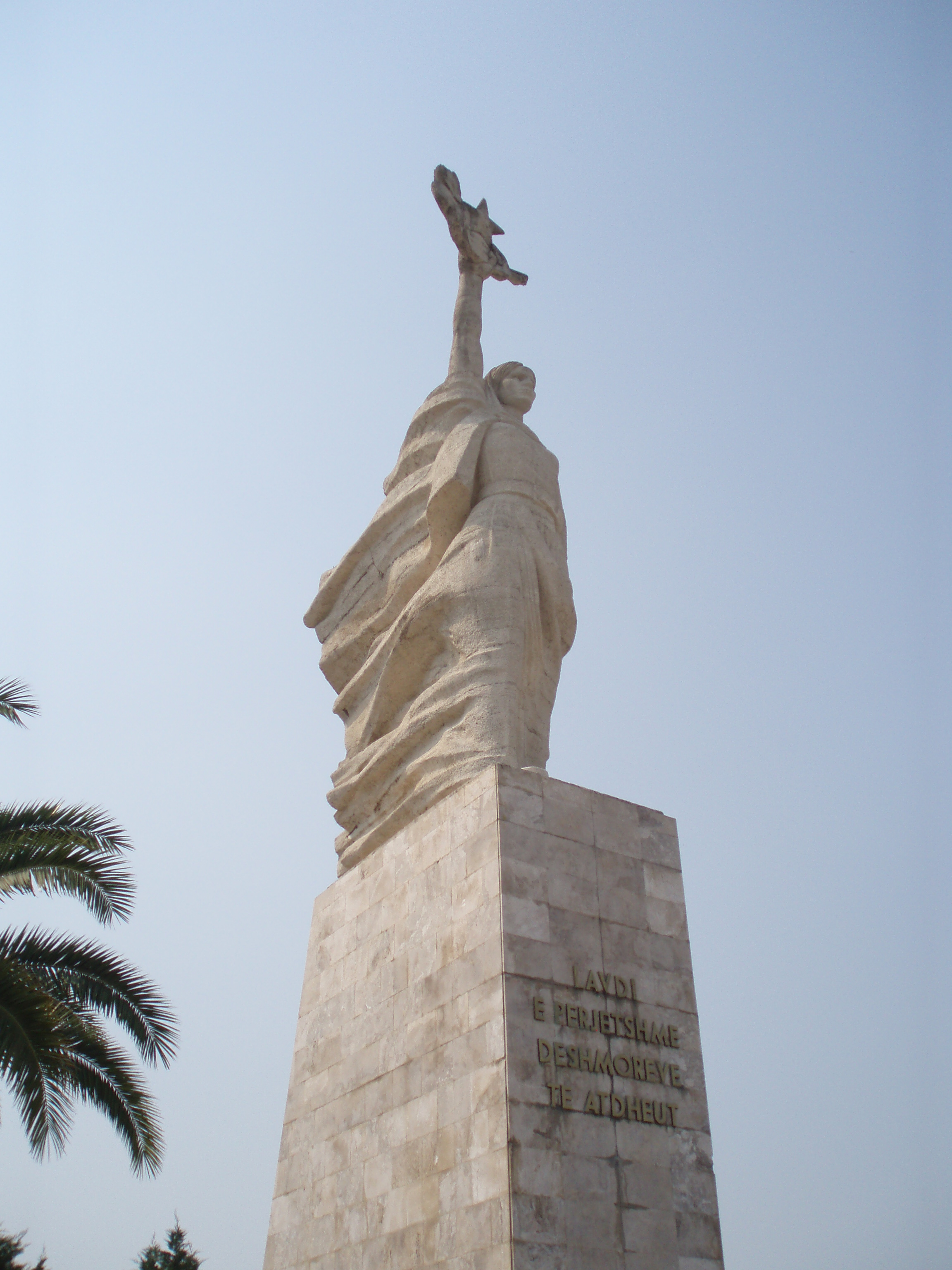
La statua della Madre Albania

Kristaq Rama ha realizzato diverse opere tra i molti quali monumenti ai caduti ed'eroi nazionali, ma anche sculture a tema femminile, e molte decorazioni (come altorilievi e bassorilievi).
La sua opera più nota è la statua della Madre Albania che si trova nel cimitero Nazionale dei Martiri dell’Albania a Tirana.

## Coinvolgimento nei crimini della Dittatura comunista
Esiste un documento del tempo (1998), fatto pubblicare da alcuni giornali, che mostra la firma di Kristaq Rama, Ramiz Alia e molti altri esponenti della nomenklatura comunista, per la condanna a morte con impiccagione, del poeta Havzi Nela. Altri documenti, consultati da alcuni giornalisti albanesi, mostrano che Kristaq Rama ha firmato anche per la pena di morte di Enver Osmani, un ventinovenne di Dibra.